# Edward McCabe

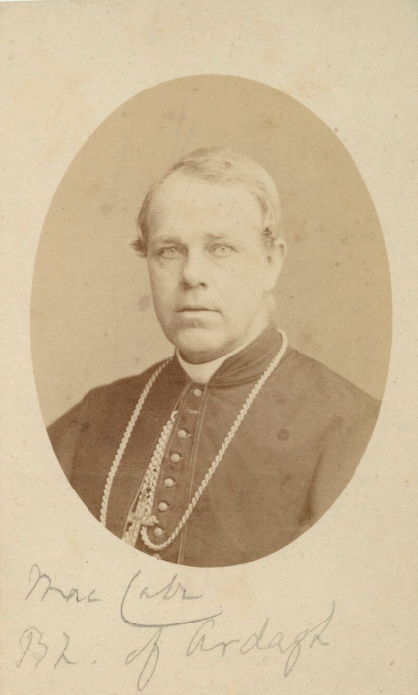
Kardinal Edward McCabe

Kardinalswappen

Edward McCabe, auch Edward MacCabe (* 14. Februar 1816 in Dublin; † 11. Februar 1885 ebenda) war ein Kardinal der römisch-katholischen Kirche und Erzbischof von Dublin.

## Leben
McCabe besuchte zunächst die Father Doyle’s Schule in Dublin und wechselte dann zum St. Patrick’s College nach Maynooth im County Kildare. Er begann eine Priesterausbildung, empfing am 24. Juni 1839 die Priesterweihe durch den Erzbischof von Dublin, Daniel Murray, und wurde in einem Dubliner Pfarrbezirk als Pfarrer eingesetzt. 1854 wurde er zum Bischof von Grahamstown (Südafrika) berufen, lehnte jedoch ab, da er Irland nicht verlassen wollte. 1856 übernahm er die Pfarrgemeinde St. Nikolaus in Dublin. Kardinal Paul Cullen, Erzbischof von Dublin, weihte ihn am 25. Juli 1877 zum Titularbischof von Gadara, Mitkonsekratoren waren John McEvily, Bischof von Galway, und Patrick Francis Moran, Bischof von Ossory. Von da an war McCabe Weihbischof im Erzbistum Dublin.
Am 4. April 1879 wurde McCabe Nachfolger von Kardinal Cullen und zum Erzbischof ernannt. Seine Amtszeit fiel in die Umwälzungen in Irland und er sah sich mehr und mehr den Angriffen von Liberalen, Reformern und der Landbevölkerung ausgesetzt. Im Konsistorium vom 27. März 1882 wurde er zum Kardinalpriester kreiert, den Kardinalshut und die Titelkirche Santa Sabina empfing er am 30. März desselben Jahres. Wie sein Vorgänger hegte McCabe Bedenken gegen die Modernisierungsbewegungen in Irland; das führte dazu, dass er zeitweilig Polizeischutz erhielt.
Am 11. Februar 1885 starb McCabe in seinem Haus in Dublin. Er wurde auf dem Friedhof Glasnevin (McCabe Monument) in Dublin beigesetzt.